# Islam (partido político)
Islam es un partido político islamista belga. Tiene por objetivo el establecimiento de un Estado islámico en Bélgica y la sustitución del sistema legal actual e históricamente vigente en Bélgica (el sistema continental o civil law) por la ley islámica o sharia. El partido dice «esperar» a que Bélgica se convierta inevitablemente en un Estado islámico.

## Ideología
Sus dirigentes dicen «militar por los derechos de todos los musulmanes» y su línea ideológica es próxima al chiismo iraní.
En las elecciones municipales belgas de 2012, el partido giró su programa de acción inmediata en torno a tres reivindicaciones específicas en el ámbito educativo: la distribución de comidas halal en los comedores escolares, la posibilidad de llevar el velo y el establecimiento del viernes como día no lectivo.
El partido también defiende la segregación por sexos en el transporte público.

## Historia
Poco después de su creación, Islam optó por un discurso pacifista. Su ideología giraba en torno a la mejora de las condiciones de los musulmanes en Bélgica, denunciando fenómenos como la discriminación, las supuestas dificultades para acceder a prestaciones sociales y subsidios o la ausencia de comidas halal en los comedores escolares. El presidente del partido, Abdelhay Bakkali Tahiri, afirma que «los musulmanes son vistos a menudo como ciudadanos de segunda clase».
El partido obtuvo dos concejalías en las elecciones locales belgas de 2012. Tras las elecciones, el partido cambió buena parte de su discurso. Sus dos líderes, Redouane Ahrouch y Lhoucine Ait Jeddig, pasaron de abogar por los intereses y derechos de los musulmanes a defender el establecimiento de un Estado islámico en Bélgica y la introducción de la sharia para todos los ciudadanos. En consecuencia, se difundieron varias peticiones ciudadanas en las redes sociales que pedían la prohibición del partido, no obstante, su actividad se encuentra amparada por la libertad de expresión y de asociación.
En las elecciones locales de 2018, el partido obtuvo el 1,8% de los votos en Molenbeek-Saint-Jean y el 1,6% en la Ciudad de Bruselas. En Anderlecht, la lista del partido había sido descartada, impidiendo que Redouane Ahrouch se presentara a la reelección. Como resultado, el partido ya no tiene concejales locales.

### Propuestas de ilegalización
En 2018, varios partidos políticos comenzaron a expresar mayores preocupaciones respecto del partido y en concreto de su ideología. Así, Theo Francken (N-VA) afirma que la defensa de la sharia por parte de Islam supone que se sitúa en oposición a los derechos humanos. Se han propuesto dos reformas constitucionales desde entonces, que supondrían una profundización en el carácter laico del Estado. Aunque Bélgica ya reconoce la libertad religiosa y la aconfesionalidad del Estado, se quiere afirmar el principio del Estado laico y de la neutralidad religiosa del Estado de forma explícita, lo que situaría a las consideraciones religiosas completamente fuera del terreno político.
Miembros del Movimiento Reformador (MR) han anunciado su deseo de ilegalizar el partido, con el apoyo de la N-VA, el VLD y el CD&V, por «oponerse a nuestras libertades y derechos fundamentales inscritos en la Constitución». La Secretaria de Estado por la Igualdad, Zuhal Demir (N-VA), ha criticado duramente al partido: afirma que Islam, que no ha tenido por el momento disputas legales, es «la punta del iceberg» y critica a los que «relativizan sus propuestas y no las toman en serio», aludiendo a la base social del partido y del islamismo en general como el fenómeno verdaderamente preocupante. Afirma que no se puede tolerar, en un Estado laico como es Bélgica, que un partido político realice interpretaciones religiosas. Demir defiende que «es hora de que nos demos cuenta [los belgas] de que el islam no es solo una experiencia religiosa, sino también una visión de la sociedad. Mientras no lo tengamos en cuenta, el iceberg seguirá creciendo».